# Улица Девятая Рота
Улица Девя́тая Ро́та — улица в бывшей Преображенской солдатской слободе, ныне район Преображенское Восточного административного округа города Москвы. Проходит к северу от Медового переулка. Первоначально начиналась от Преображенской площади, сейчас от тупика у дома № 4 по улице Преображенский Вал. Нумерация домов — от Медового переулка. К улице примыкают с нечётной (восточной) стороны 1-й Суворовский переулок, с нечётной стороны Новый проезд, с чётной и нечётной сторон — Ковылинский переулок.

## Происхождение названия
По девятой роте Преображенского полка, расквартированного в Преображенской слободе (не путать с Девятой ротой, принявшей бой у высоты 3234 в 1988 году).

## История
Девятая Рота — самая восточная из четырёх продольных улиц бывшей солдатской слободы, сложившейся в первой половине XVIII века. В XIX веке, по мере индустриализации Преображенского, была застроена фабричными корпусами, сохраняющимися и поныне. В 1920-е годы построены пятиэтажные жилые дома, с характерными вертикальными «пилястрами», обрамляющими лестничные клетки.
До ликвидации Хапиловского пруда, отделявшего слободу от Семёновского, улица проходила от пересечения Суворовской улицы и Фигурного переулка до Преображенской улицы. Пруд был засыпан в 1930-е годы, а улица Девятая Рота — продлена на юг до Малой Семёновской улицы. В ходе «комплексной реконструкции» Преображенского в 1970-е годы Девятая Рота была отрезана от Преображенской улицы многоэтажными домами и кинотеатром имени Моссовета. В 2000-е годы был снесен квартал между Девятой Ротой и Суворовской, на его месте заканчивается возведение многоэтажного жилого квартала (№ 9—13). В остальном улица сохраняет патриархальный характер старой фабричной слободки.

## Примечательные здания и сооружения
- Усадьба Горбунова (вид из Ковылинского переулка)
- Остатки бывшей деревянной слободы
- Фабрики
- Московский Гештальт Институт. Вход с ул. 9-я Рота

- № 14 — квартал жилых домов (1929—1931, архитекторы И. С. Николаев, Г. М. Мапу, М. Русанова)[4] в стиле конструктивизма. Бывшее общежитие, вошедшее в программу реновации Москвы по решению общего собрания собственников.
- № 16, 16 строения 2, 3, 4, 5 (угол Ковылинского переулка) памятник архитектуры (региональный)[5] — городская усадьба Г. К. Горбунова (доходное домовладение), 1905—1911, арх. О. Г. Пиотрович, Ю. Ф. Дитерихс, построена в стиле эклектики с декоративными кирпичными элементами. Здесь до 1917 года размещалась типография Горбунова и словолитня Преображенской общины, центра старообрядцев федосеевского согласия, печатавшая старообрядческую литературу. Управляющим в типографии был Никита Фёдорович Суворин[6]. Комплекс усадьбы состоит из пяти строений с изящной аркой за главным домом усадьбы, выходящей на улицу Девятая Рота[3]. В советские годы в главном доме усадьбы (построен в 1908 году по проекту О. Г. Пиотровича), размещались коммунальные квартиры, а с 1971 года находился Куйбышевский районный народный суд[7]. С 2009 года главный дом пустует. В 2013—2014 годах готовился проект его реставрации с приспособлением для современного использования под размещение «многофункционального центра по оказанию услуг населению». Однако здание до сих пор пустует и ветшает[8]. В июле 2017 на общественное обсуждение был вынесен Акт государственной историко-культурной экспертизы; в ноябре Приказом департамента культурного наследия города Москвы ансамбль усадьбы (ул. Девятая Рота, д. 16; д. 16, стр. 2, 3, 4, 5) включен в единый государственный реестр объектов культурного наследия (памятников истории и культуры) народов Российской Федерации в качестве объекта культурного наследия регионального значения, утверждены границы его территории и предмет охраны[9]; в декабре утверждено охранное обязательства собственника или иного законного владельца ОКН[10]. Памятник находится в имущественной казне Москвы. В марте 2018 года объявлен аукцион на право заключения договора аренды главного дома усадьбы по программе «рубль за метр». В мае 2018 года торги признаны состоявшимися, победитель аукциона — ООО РОМЭКС.

## Транспорт
- Трамвай 11, 36, 46 по Измайловскому Валу
- Улицу пересекает промышленная Электрозаводская железнодорожная ветка от станции Черкизово к Электрозаводу.